# Olivet (Tennessee)
Olivet – jednostka osadnicza w Stanach Zjednoczonych, w stanie Tennessee, w hrabstwie Hardin.